# Bukovîna, Jîdaciv
Bukovîna (în ucraineană Буковина) este un sat în comuna Bortnîkî din raionul Jîdaciv, regiunea Liov, Ucraina.

## Demografie
Componența lingvistică a localității Bukovîna
     Ucraineană (100%)
Conform recensământului din 2001, toată populația localității Bukovîna era vorbitoare de ucraineană (100%).